# Варшавское гомосексуальное движение
Варшавское гомосексуальное движение (пол. Warszawski Ruch Homoseksualny, WRH) —  независимая группа польских геев и лесбиянок, действовавшая в Варшаве с 1987 по 1988 год. Одна из первых в стране организаций, выступавших за права ЛГБТ. 

## История
Варшавское гомосексуальное движение было основано 24 января 1987 года медбратом Вальдемаром Зборальским и студентами Славомиром Старостой и Кшиштофом Гарватовским. В начале членами движения были только гомосексуальные мужчины, но уже в первый месяц его существования к организации присоединились и гомосексуальные женщины. Учреждение организации было спровоцировано репрессивными мерами правительства Польской Народной Республики в отношении ЛГБТ, в частности проведения полицейской операции «Гиацинт». 
Первые мероприятия движения были сосредоточены на профилактике СПИДа и поощрении гомосексуалов проходить тестирование на ВИЧ. Реакция главных польских СМИ на существование Варшавского гомосексуального движения была положительной. Члены организации имели возможность выражать свои мнения в еженедельных газетах, а также на радио и польском телевидении. Польские журналисты выступали в то время на стороне польских лесбиянок и геев и открыто поддерживали их. В 1988 и 1989 годах о движении говорилось на радио «Свободная Европа» в обзоре аналитика Йиржи Пехе, как о политически активной группе польского движения за независимость.
20 марта 1988 года в Миланувеке под Варшавой состоялось учредительное собрание Варшавского гомосексуального движения, на котором были приняты официальное название и устав и состоялись выборы правления; председателем организации был избран Вальдемар Зборальский. Затем группа из пятнадцати членов организации обратилась к городским властям Варшавы с официальным заявлением о регистрации Варшавского гомосексуального движения на основании Закона об ассоциациях. Однако группе было отказано из-за личного вмешательства министра внутренних дел генерала Чеслава Кишчака и давления со стороны Римско-католической церкви в Польше. Отказ был мотивирован тем, что существование подобной организации несёт угрозу для общественной морали. 
В апреле 1988 года Варшавское гомосексуальное движение стало членом Международной ассоциации лесбиянок и геев (ILGA). Организация продолжала активную деятельность до лета 1988 года. 23 февраля 1990 года члены Варшавского гомосексуального движения вошли в состав новой организации под названием Ассоциация лямбда-групп, ЛГБТ-движения с более широкими целями.